# 875. grenadirski polk (Wehrmacht)
875. grenadirski polk (izvirno nemško 875. Grenadier-Regiment; kratica 875. GR) je bil pehotni polk Heera v času druge svetovne vojne.

## Zgodovina
Polk je bil ustanovljen 12. februarja 1943 kot okrepljeni grenadirski polk. 7. marca je bil polk preimenovan v 274. grenadirski polk.